# Chimarra kwansiensis
Chimarra kwansiensis är en nattsländeart som beskrevs av Hwang 1957. Chimarra kwansiensis ingår i släktet Chimarra och familjen stengömmenattsländor. Inga underarter finns listade i Catalogue of Life.